# جانی سولارو
جانی سولارو (ایتالیایی: Gianni Solaro؛ زادهٔ ۱۱ اوت ۱۹۲۶) بازیگر اهل ایتالیا است.
از فیلم‌هایی که وی در آن نقش داشته‌است، می‌توان به در آخرین لحظه، هفت دریا به کاله، راهزن دمشق، مردان خشن و گلادیاتور رم اشاره کرد.